# Massacre de Rumbula

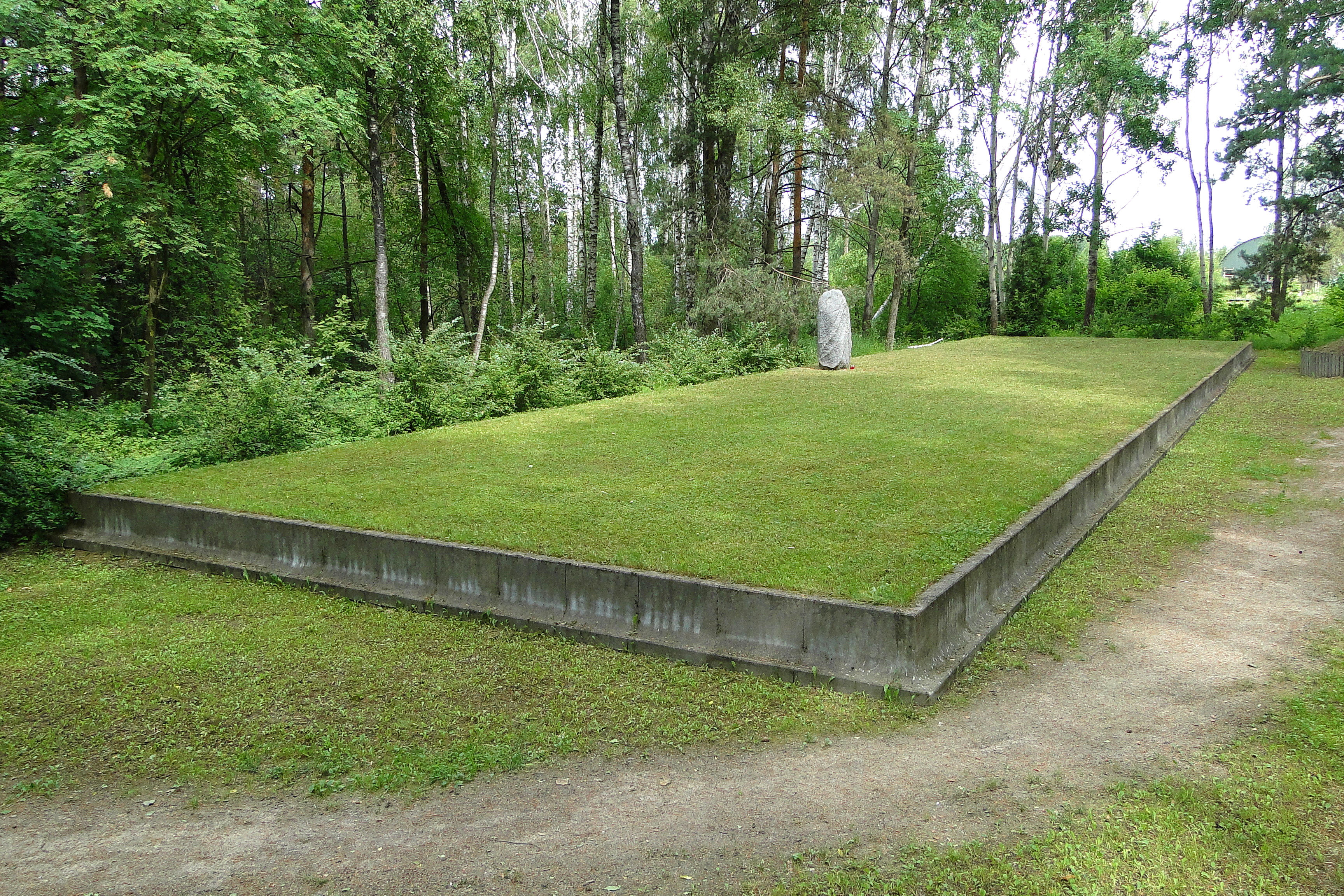
Fossa comuna dels jueus al Bosc de Rumbala (Riga)

La Massacre de Rumbula va ser una massacre que va tenir lloc entre el 30 de novembre i el 8 de desembre de 1941 en el camí al bosc de Rumbula, a la vora de Riga, Letònia. En aquest lloc, van ser assassinats prop de 25.000 jueus pels Einsatzgruppen A amb l'ajut de col·laboradors locals letons del Sonderkommando Arājs.
L'encarregat de l'operació va ser l'oficial de les SS Friedrich Jeckeln, qui havia supervisat prèviament massacres similars a Ucraïna. Rudolf Lange, que més tard va assistir la Conferència de Wannsee, també va participar en l'organització de la massacre. Algunes de les acusacions en contra del letó Herberts Cukurs estan relacionats amb la neteja del gueto de Riga per part del Kommando Arajs.
La matança de Rumbula, juntament amb moltes altres, van formar la base del Judici als Einsatzgruppen una vegada finalitzada la Segona Guerra Mundial. pel qual una sèrie de comandants dels Einsatzgruppen van ser trobats culpables de crims contra la humanitat.
Llevat de la massacre de Babi Iar, a Ucraïna, aquesta va ser la més gran d'atrocitat de l'Holocaust abans que comencessin a operar els camps d'extermini. Unes 24.000 de les víctimes eren jueus letons del gueto de Riga i altres 1.000 van ser jueus alemanys transportats al bosc amb tren.